# Seznam slovenskih politikov
Seznam slovenskih politikov.

## A
- Aleksander Abraham
- Josip Abram (1837–1907)
- Josip Abram (1865–1952)
- Lojze Abram
- Mario Abram
- Vojko Adamič
- Juro Adlešič
- Branko Agneletto
- Josip Agneletto
- Ivan Ahčin
- Marjan Ahčin
- Franc Aichholzer
- Sanja Ajanović Hovnik
- Fran Albreht
- Roman Albreht
- Mihael Ambrož
- Borut Ambrožič
- Anton (Tone) Anderlič
- Mark Boris Andrijanič
- Damjan Anželj
- Darko Anželj
- Oto Apfaltrer von Apfaltrern ml.
- Lidija Apohal-Vučkovič
- Pavel Apovnik
- Matej Arčon
- Sonja Areh Lavrič
- Adolf Arigler
- Fran Arko
- Mihael Arko
- Janko Arnejc
- Boris Arnejšek
- Stojan Auer
- Viktor Avbelj
- Franc Avberšek
- Ivan Avsenek
- Jaka Avšič
- Jože Avšič

## B
- Bojan Babič
- Branko Babič-Vlado
- Geza Bačič
- Andrej Bahun
- Drago Bahun
- Josip Bajc
- Franc Bajlec
- Anton Bajt
- Andrej Bajuk
- Ingrid Bakše
- Boris Balant
- Anton Balažek
- Marko Balažic
- Milan Balažic
- Vilko Baltič
- Elido Bandelj
- Mirko Bandelj
- Marko Bandelli
- Jožef Emanuel Barbo Waxenstein
- Janez Barborič
- Andreja Barle Lakota
- Bogdan Barovič
- Fran Bartl
- Jože Basaj
- Maks Bastl
- Lovro Baš
- Ivan Baša
- Ciril Baškovič
- Danilo Bašin
- Roberto Battelli
- Igor Bavčar
- Boris Bavdek
- Dušan Bavdek
- Cene Bavec
- Kazimir Bavec
- Aleš Bebler
- Anton Bebler
- Peter Bekeš
- Nataša Belopavlovič
- Niko Belopavlovič
- Franc Belšak
- Julij Beltram
- Živa Beltram
- Dragoljuba Benčina
- Jožef Benkő
- Ivo Benkovič
- Ivan Berbuč
- Miroslav Berger
- Ivan Bernot
- Zvonimir Bernot
- Engelbert Besednjak
- Gabrijel Berlič
- Marija Bernetič
- Mara Bešter
- Dušan Bavdek
- Andrej Bertoncelj
- Mitja Bervar
- Ladislav Bevc
- France Bevk
- Samo Bevk
- Vladimir Beznik
- Vlada Bidovec
- Stojan Binder
- Bogdan Biščak
- Karel Birsa
- Mirko Bitenc
- Josip Bitežnik
- Mitja Bitežnik
- Ivan Bizjak
- Pavel Bizjak
- Julijana Bizjak Mlakar
- Dušan Blaganje
- Tilka Blaha
- Ana Blatnik
- John Blatnik
- Tamara Blažina
- Ivan Blažir
- Janez Bleiweis
- Karel Bleiweis
- Stane Bobnar
- Tatjana Bobnar
- Mohor Bogataj
- Franc Bogovič
- Katja Boh
- Slavko Bohanec
- Andrej Bohinc
- Rado Bohinc
- Janez Bohorič
- Pavle Bojc
- Anton Bole
- Dušan Bole
- Leopold Bolko
- Mavricij Borc
- Jože Borštnar
- France Borštnik
- Bojan Boštjančič
- Franc Boštjančič
- Klemen Boštjančič
- Danijel Božič
- Janez Božič
- Jože Božič
- Katja Božič
- Peter Božič
- Tilen Božič
- Zoran Božič
- Vladimir Bračič
- Edo Brajnik
- Anton Brandner
- Franc Braniselj
- Rihard Braniselj
- Darko Bratina
- Ivan Bratko
- Alenka Bratušek
- Dušan Bravničar
- Anton Brecelj
- Marijan Brecelj
- Boris Janez Bregant
- Tina Bregant
- Rudi Bregar
- Janko Brejc
- Mihael Brejc
- Tomo Brejc
- Miloš Brelih
- Mihael Brenčič
- Stanislav Brenčič
- Viktor Brezar
- Barbara Brezigar
- Bojan Brezigar
- Milko Brezigar
- Albert Breznk
- Franc Breznik
- Boštjan Brezovnik
- Uroš Brežan
- Bela Brglez
- Milan Brglez
- Jože Brilej
- Alojz (Lojze) Briški
- Andrej Briški
- Janez Brodar
- Andrej Brovč
- Josip Broz - Tito
- Ivan Brozovič
- Andrej Bručan
- Mirko Brulc
- Branko Brumen
- Andrej Brvar
- Bogomil Brvar
- France Bučar
- Janez Bučar
- Miloš Bučar
- Žiga Bučar
- Andrej Budal?
- Karmelo Budihna
- Alojz Budin
- Ivan Budin
- Miloš Budin
- Bojan Bugarič
- Ivan (Janko) Bukovec
- Franc Bukovec - Ježovnik
- Sonja Bukovec
- Alan Bukovnik
- Marko Bulc
- Violeta Bulc
- Matija Burger
- Franc But

## C
- Leopold Caharija
- Ivan Cankar
- Izidor Cankar
- Karel Cankar
- Aleš Cantarutti
- Andrej Capuder
- Franc Capuder
- Karel Capuder
- France Casar
- Miro Cerar
- Zdenka Cerar
- Anton Cestnik
- Željko Cigler
- Janez Cigler Kralj
- Štefan Cigoj
- Anton Codelli
- Anton Codelli
- Anton Colarič
- Alojz Colarič
- Darja Colarič
- Srečko Colja
- Egon Conradi
- Alfred Coronini
- Franc Coronini
- Etbin Henrik Costa
- Marjeta Cotman
- Blaž Crobath
- France Cukjati
- Petra Culetto
- Bojana Cvahte
- Milan Martin Cvikl
- Marjeta Cotman
- Daniel Cukjati
- Bojana Cvahte

## Č
- Rudi Čačinovič
- Milan Čadež
- Vida Čadonič Špelič
- Mateja Čalušić
- Robert Čeh
- Dušan Čehovin
- Jerko Čehovin
- Stane Čehovin
- Štefan Čelan
- Vojko Čeligoj
- Ivan (Janez) Čep
- Drago Čepar
- Mirko Čepič
- Aleš Čerin
- Zvonko Černač
- Anton Černe
- Dušan Černe
- Franc Černe - Klemen
- Robert Černe
- Darko Černej
- Dragan Černetič
- Dominik S. Černjak
- Janko Česnik
- Peter J. Česnik
- Melhijor Čobal
- Franc Svobodin Čok
- Ivan Marija Čok
- Lucija Čok
- Stanko Čok
- Štefan Čok
- Brigita Čokl
- Anton Čop
- Silva Črnugelj
- Uroš Čufer
- Andrej Čuš
- Vlado Čuš

## D
- Viktor Damjan
- Stanko Debeljak
- Zorko Debeljak
- Ivan Dečko
- Jasminka Dedić
- Jože Dekleva
- Anton Delak
- Franci Demšar
- Janez Demšar
- Vincencij Demšar
- Ivan (Janez) Dermastia
- Josip Dermastia
- Marijan Dermastija
- Anton Dermota
- Ivan Deržič
- Oton Detela
- Josip Devetak
- Janko Deželak
- Rok Deželak
- Dragotin Dežman
- Alojz Diacci
- Marjan Dikaučič
- Iva Dimic
- Vlado Dimovski
- Rudolf Dobovišek
- Bojan Dobovšek
- Polonca Dobrajc
- Irena Dobravc Tatalovič
- Stane Dolanc
- Marjan Dolenc
- Nataša Dolenc
- Viktor Dolenc
- Hinko Dolenec
- Ivan Dolenec
- Anton Dolgan
- Ervin Dolgan
- Lojze Dolinar (politik)
- Tone Dolinšek
- Josip Doljak
- Matija Doljak
- Ivan Dolničar
- Josip Doltar
- Ignac Domej
- Anton Domicelj
- Andrej Dominkuš
- Davor Dominkuš
- Ferdinand Dominkuš
- Danilo Dougan
- Zvone Dragan
- Metod Dragonja
- Slavko Dragovan
- Marija Drakslar
- Fran Drenik
- Gorazd Drevenšek
- Franc Drobež
- Anton Drobnič
- Janez Drobnič
- Rok Drofenik
- Jožef (Josip) Drofenik
- Janez Drnovšek
- Valter Drozg
- Mojca Drčar Murko
- Albin Dujc
- Janez Dular
- Marjan Dvornik
- Geza Džuban

## E
- Janez Friderik Egger
- Albin Ehrlich
- Lambert Ehrlich
- Andrej Einspieler
- Franc Einspieler
- Gregor Einspieler
- Lambert Einspieler
- Valentin Einspieler
- Karl Erjavec
- Tomaž Ertl

## F
- Josip Fabiani
- Ivo Fabinc
- Andrej Fabjan
- Vladislav Fabjančič
- Josip Faganel
- Tone Fajfar
- Tanja Fajon
- Samo Fakin
- Anton Falle
- Franc Farčnik
- Igor Feketija
- Darjo Felda
- Franci Feltrin
- Jasmin Feratović
- Ignac Ferfila
- Andrej Ferjančič
- Ferdinand Ferjančič
- Ignac Ferjančič
- Josip Ferfolja
- Davorin Ferligoj
- Branko Ficko
- Jožef Ficko
- Peter Ficko
- Boris Filli
- Janez Fischer
- Anton Fister
- Peter Fister
- Andrej Fištravec
- Janvid Flere
- Drago Flis
- Jože Florjančič
- Tone Florjančič
- Karel Forte
- Aleksander Forte
- Dušan Fortič
- Alojz Fortuna
- Olga Franca
- Matevž Frangež
- (Mario Franzil)
- Alojzij Franko
- Ivan Franko
- Janez Franko?
- Polona Frelih
- Boris Frlec
- Dušan Furlan
- Slavko Furlan
- France Furlani
- Karmen Furman

## G
- Slavko Gaber
- Josip Gaberšček
- Silvester Gaberšček
- Oskar Viljem Gaberščik
- Andrej Gabrijelčič
- Ludvik Gabrijelčič
- Andrej Gabrovšek
- Franc Gabrovšek
- Ludvik Gabrovšek
- Mojca Gabrovšek
- Andrej Gabršček
- Nuška Gajšek
- Ivan Gale
- Pavel Gantar
- Tomaž Gantar
- Rudolf Ganziti
- Ljubo Germič
- Majda Gaspari
- Mitja Gaspari
- Gašpar Gašpar-Mišič
- Maks Gašparič
- Peter Gašperšič
- Rado Genorio
- Jelka Gerbec
- Andrej Gerenčer
- Franc Gerič
- Teodor Geršak
- Miroslav Geržina
- Henrik Gjerkeš
- Peter Glavič
- Slavko Gliha
- Franc Glinšek
- Jože Globačnik
- Anton Globočnik
- Viktor Globočnik
- Ivan Godec
- Jelka Godec
- Franc Godeša
- Albin Godina
- Boris Godina
- Drago (Karel) Godina
- Januš Golec
- Boris Goličnik
- Franc Golija
- Ignac Golob
- Janvit Golob
- Ludvik Golob
- Gregor Golobič
- Rudolf Golouh
- Brane Golubović
- Franc Gombač
- László Göncz (Madžar rojen v Sloveniji)
- Silvo Gorenc
- Vinko Gorenak
- Alojz Goričan
- Milan Gorišek
- Bogo Gorjan
- Alojz Gorjup
- Anton Gorjup
- Franc Gorjup
- Ivan Gorjup
- Mitja Gorjup
- Luka Goršek
- Milko Goršič
- Josip Gorup
- Andrej Gosar
- Miran Goslar
- Josip Gostinčar
- Fedor Gradišnik ml.
- Franc Grafenauer
- Andrej Grahor
- Peter Grasselli
- Franc Grašič
- Viktor Grčar
- Anton Gregorčič
- Monika Gregorčič
- Lavoslav Gregorec
- Peter Gregorčič?
- Alojz(ij) Gregorič
- Vinko Gregorič
- Gustav Gregorin
- Martin Greif
- Lena Grgurevič
- Matevž Grilc
- Uroš Grilc
- Ivan Grill
- Branko Grims
- Anton Grizold
- Vitomir Gros
- Anton Grošelj
- Klemen Grošelj
- Aleš Gulič
- Dragotin Gustinčič
- Ivan (Janez) Gutman
- József Györkös
- Vesna Györkös Žnidar

## H
- Matevž Hace
- Lovro Hacin
- Andrej Haderlap
- Lipe Haderlap
- Vinko Hafner
- Primož Hainz
- Valentin Hajdinjak
- Matjaž Han
- Matjaž Hanžek
- Slavko Hanžel
- Jože Hartman
- Tina Heferle
- Alenka Helbl
- Mihael Hermann
- Albert Hlebec
- Jože Hliš
- Jože Hobič
- France Hočevar
- Janez Hočevar
- Martin Hočevar
- Alojz Hohkraut
- Josip Hohnjec
- Aleš Hojs
- Franc (Feri) Horvat
- Jožef Horvat
- Milan Horvat
- Mitja Horvat
- Ferenc Horváth
- Gregor Horvatič
- Janez Nepomuk Hradecky
- Peter Hrastelj
- Franc Hrašovec
- Juro Hrašovec
- Alojz Hren
- Marko Hren?
- Dušan Hreščak
- Gabriel Hribar
- Ivan Hribar
- Janez Hribar
- Marjan Hribar
- Spomenka Hribar
- Rudolf Hribernik-Svarun
- Robert Hrovat
- Tone Hrovat
- Ivan Hršak
- Ivan Hržič
- Karel Hudomalj
- Jože Hujs
- Ivan Humar
- Doro Hvalica
- Ivo Hvalica
- Srečko Hvauc

## I
- Jože Ingolič
- Valentin (Zdravko) Inzko
- Valentin Inzko
- Eva Irgl
- Boris Iskra
- Franc Ivanoci
- Jani Ivanuša
- Lidija Ivanuša

## J
- Jože Jager
- Jože Jagodnik
- Roman Jakič
- Fran Jaklič
- Helena Jaklitsch
- Igor Jakomin
- Livij Jakomin
- Albert Jakopič
- Avgust Jakopič
- Jožef Jakopič
- Milan Jakopovič
- Mirko Jamar
- Peter Jamnikar
- Peter Jambrek
- Jernej Jan
- Zoltan Jan
- Konrad Janežič
- Alojz Janko
- Branko Janc
- Kristijan Janc
- Rudi Janhuba
- Franc Jankovič
- Zoran Janković
- Janez Janša
- Ivo Janžekovič
- Vlado Janžič
- Janez Japelj
- Evgen Jarc
- Iztok Jarc
- Ljubo Jasnič
- Božo Jašovič
- Franc Jazbec
- Miha Jazbinšek
- Ivan Jelen
- Celestin Jelenc
- Luka Jelenc
- Zorko Jelinčič
- Zmago Jelinčič Plemeniti
- Gabrijel Jelovšek
- Ljubica Jelušič
- Mihael Jenčič
- Marijan Jenko
- Slavoj Jenko
- Zlatko Jenko
- Alenka Jeraj
- Jožef Jeraj
- Josip Jeras
- Marjan Jereb
- Silva Jereb
- Aljoša Jerič
- Alojzij Jerič
- Ivan Jerič
- Josip Jerič
- Miran Jerič
- Andreja Jerina
- Riko Jerman
- Anton Jerovšek
- Jožef Jerovšek
- Tone Jerovšek
- Miro Jeršič
- Aleksander Jevšek
- Slavko Jež
- Savin Jogan
- Romana Jordan
- Irena Joveva
- Aurelio Juri
- Franco Juri
- Luka Juri
- Ljuba Jurković
- Franc Jurša
- Franc Jurtela
- Alojzij Juvan
- Dan Juvan
- Ivo Juvančič
- Marko Juvančič

## K
- Anton Kacin?
- Jelko Kacin
- Vladimir Kadunec
- Filip Jakob Kafol
- Tomo Kajdiž
- Igor Kalin
- Andrej Kalan
- Dejan Kaloh
- Ladislav Kaluža
- Miha Kambič
- Franc Kangler
- Mirko Kaplja
- Edvard Kardelj
- Pepca (Maček) Kardelj
- Metka Karner-Lukač
- Andreja Katič
- Blaž Kavčič
- Hinko Kavčič
- Ivica Kavčič
- Matija Kavčič
- Stane Kavčič
- Vladimir Kavčič
- Dušan Keber
- Evgenija Kegl Korošec
- Bojan Kekec
- Branko Kelemina
- Leopold Kemperle
- Dušan Kermavner
- Ivan Kern
- Gregor Kersche
- Lojze Kersnič
- Petra Kersnič
- Anton Kersnik
- Janko Kersnik
- Nuša Kerševan
- Boris Kidrič
- Branko Kidrič
- Zdenka Kidrič
- France Žiga Kimovec
- Urška Klakočar Zupančič
- Ksenija Klampfer
- Rado Klančar
- Anton Klančič
- Franc Klar
- Janja Klasinc
- Fedja Klavora
- Vasja Klavora
- Jožef Klekl st.
- Zofka Klemen
- Marijan Klemenc
- Goran Klemenčič
- Ivo Klemenčič
- Lovro Klemenčič
- Vlado Klemenčič
- Mojca Kleva
- Valentin Klinar
- Anton Klinc
- Ladislav Klinc
- Lado Klinc
- David Klobasa
- France Klopčič
- Karel Klun
- Sandy Klun
- Vinko Fereri Klun
- Matjaž Kmecl
- Jože Knez
- Milan Kneževič
- Svetko Kobal
- Anton Kobi
- Anton Koblar
- Aleksander Kobler
- Edvard Kocbek
- Boris Kocijančič
- Ivan Kocijančič
- Janez Kocijančič
- Maša Kociper
- Štefan Kociper
- Miro(slav) Kocjan
- Ivan Kocmur
- Jožef Kocuvan
- Magda Kočar
- Matjaž Kočar
- Štefan Kočevar
- Branko Kodrič
- (Ravel Kodrič)
- Josip Kokail
- Anton Kokalj (politik)
- Milojka Kolar
- Vera Kolarič
- Riko Kolenc
- Viktor Koleša
- Stane Kolman
- Matej Kolmanič
- dr. Kolterer?
- Darko Končan
- Franci Koncilija
- Bojan Kontič
- Anja Kopač
- Janez Kopač
- Josip Kopač
- Josip Kopinič
- Jak Koprivc
- Marko Koprivc
- Boris Koprivnikar
- Marcel Koprol
- Milan Kopušar
- Jerca Korče
- Miha Kordiš
- Drago Koren
- Martin Kores
- Boštjan Koritnik
- Aleksandra Kornhauser
- Anton Korošec
- Janez Korošec
- Štefan Korošec
- Jože Korže
- Milan Korun
- Leopoldina Kos
- Duško Kos
- Saša Kos
- Franc Kosar
- Andrej Kosi
- Franc Kosič
- Anton Kosmač
- Tanja Kosmina
- Janko Köstl
- Miha Košak
- Fedor Košir
- Martin Košir
- Mirko Košir
- Miran Košmelj
- Marjana Kotnik Poropat
- Albin Kovač
- Božo Kovač
- Stane Kovač (1917–1996)
- Stane Kovač (1919–?)
- Štefan Kovač
- Boštjan Kovačič
- Dimitrij Kovačič
- Ignacij Kovačič
- Ivan Kovačič
- Oskar Kovačič
- Tone Kovič
- Alenka Kovšca
- Alojz Kovšca
- Ferdo Kozak
- Lado Kozak
- Miha Kozinc
- Peter Kozler
- Lilijana Kozlovič
- Davorin Kračun
- Ferdo Kraiger
- Bojan Kraigher
- Boris Kraigher
- Dragana Kraigher Šenk
- Dušan Kraigher
- Sergej Kraigher
- Vito Kraigher
- Darij Krajčič
- Darko Krajnc
- Marjan Krajnc
- Boris Kralj (politik)
- Janko Kralj
- Franc Kramar
- Ivan Kramberger
- Janez Kramberger
- Albert Kramer
- Marko Kranjc
- Stane Kranjc
- Marko Kranjec (kemik)
- Marko Kranjec
- Alojzij Krapež
- Ivan Kreft
- Lev Kreft
- Vladimir Kreft
- Janez Evangelist Krek
- Miha Krek
- Uroš Krek
- Anton Krempl
- France Kremžar
- Marko Kremžar
- Katarina Kresal
- Leopold Krese
- Anton Kristan
- Etbin Kristan
- Ivan Kristan
- Milan Kristan
- Ružena Kristan-Popelak
- Vinko Kristan
- Danijel Krivec
- Ada Krivic
- Vladimir Krivic
- Anton Križanič
- Franci Križanič
- Alojz Križman
- Marijan Križman
- Maks Krmelj
- Tone Kropušek
- Zdravko Krvina
- Anton Kržišnik
- Zalka Kuchling
- Mojca Kucler Dolinar
- Milan Kučan
- Franc Küčan
- Alojzij Kuhar
- Lovro Kuhar (P. Voranc)
- Anica Kuhar
- Brigita Kuhar
- Lovro Kuhar/Prežihov Voranc
- Števan Kühar
- Božo Kuharič
- Angelo Kukanja
- Ivan Kukovec
- Vekoslav Kukovec
- Fran Kulovec
- Andrej Kumar
- Bojan Kumer
- Dušan Kumer
- Mirko Kumer - Črčej
- Matija Kunc
- Jožef Kunič
- Franc Kurinčič
- Simona Kustec
- Igor Kušar
- Janko Kušar
- Josip Kušar
- Dušan Kveder

## L
- Avguštin Lah
- Damjan Lah
- Zvonko Lah
- Peter Laharnar
- Matej Lahovnik
- Milivoj (Miša) Lajovic
- Evgen Lampe
- Jože Lampret
- Sašo Lap
- Ivan Lapajna
- Anton Laschan
- Ivan Lavrenčič
- Matej Lavrenčič
- Karel Lavrič
- Maksimiljan Lavrinc
- Roman Lavtar
- Darja Lavtižar Bebler
- Jure Leben
- Branko Ledinek
- Miloš Ledinek
- Dragomir Legiša
- Milan Lemež
- Andrej Lenarčič
- Janez Lenarčič
- Josip Lenarčič
- Marjan Lenarčič
- Leopold Lenard
- Marek Lenardič
- Stane Lenardič
- Alojzij Lenček
- (Ignacij Lenček)
- Nikolaj Lenček
- Jože Lenič
- Jurij Lep
- Suzana Lep Šimenko
- Dušan Lesjak
- Franc Leskošek
- Josip Leskovar
- Ludvik Leskovar
- Peter Lešnik
- Zoran Lešnik
- Dejan Levanič
- Miroslav Levar
- Fran Levstik
- Jože Levstik
- Borut Likar
- Karel Linhart
- Franc Lipoglavšek
- Franjo Lipold
- Franjo Lipold (1858 -?)
- Ivan Lipold
- Janez Lipold
- Mitja Ljubeljšek
- Branko Lobnikar
- Anže Logar
- Cene Logar
- Mihaela Logar
- Romana Logar
- Vladimir Logar
- Konrad Lokar
- Sonja Lokar
- Dragotin Lončar
- Jože Lončarič
- Marko Lotrič
- Joža Lovrenčič
- Dušan Lovriha
- (Frank Lovše)
- Marko Lovše
- Dragotin Lubej
- Bojan Lubej
- Franc Lubej
- Miroslav Luci
- Brane Lučovnik
- Janez Lukač
- Marija Lukačič
- Miroslav Lukan
- Zdravko Luketič
- Branko Lukšič
- Igor Lukšič
- Karel Luter

## M
- Gregor Macedoni
- Uroš Macerl
- Ivan Maček Matija
- Polde Maček
- Viktor Maček
- Janko Mačkovšek
- Zoran Madon
- Andrej Magajna
- Franc Magdič
- Janez Magyar
- Igor Maher
- (Anton Mahnič)
- Žan Mahnič
- Rajmund Mahorčič
- Matija Majar Ziljski
- Danilo Majaron
- Irena Majcen
- Stanko Majcen
- Boris Majer
- Branko Majes
- Vlado Majhen
- Tilen Majnardi
- Maja Makovec Brenčič
- Ivan Makuc
- Danijel Malenšek
- (Matija Malešič st.)
- Matija Malešič
- Matija Maležič
- Simon Maljevac
- Jurij Malovrh
- Josip Mandelj
- Andrej Manfreda
- Anton Manfreda
- Ivo Marenk
- Jože Marentič
- Darko Marin
- Andrej Marinc
- Lojze Marinček
- Tone Marinček
- Tone Marinček
- Branko Marinič
- Miha Marinko
- Marija Markeš
- Janko Markič
- Stane Markič
- Uroš Markič
- Jože Marn
- Jože Marolt
- Robert Marolt
- Dorijan Maršič
- Ivan Martelanc
- Tomo Martelanc
- Vladimir Martelanc
- Andrej Marušič
- Darko Marušič
- Dorijan Marušič
- Drago Marušič
- Tomaž Marušič
- Dragutin Mate
- Cene Matičič
- Branko Matkovič
- Marjan Maučec
- Jože Mazovec
- Zofija Mazej Kukovič
- Felicita Medved
- Rudi Medved
- Borut Meh
- Srečko Meh
- Miran Mejak
- Jože Mencinger
- Tomaž Tom Mencinger
- Aleksander Merlo
- Ivan Mermolja
- Luka Mesec
- Alojzij Metelko
- Janez Mežan
- Jovana Mihajlović Trbovc
- Alojzij Mihelčič
- Jože Mihelčič
- Karl Mikl
- Borut Miklavčič
- Franc Miklavčič
- Klemen Miklavič
- Gregor Miklič
- Martin Mikolič
- Boris Mikoš
- Fortunat Mikuletič
- Dušan Mikuš
- Anton Mikuž
- Metod Mikuž
- Franček Mirtič
- Peter Misja
- Franc Mišič
- Franc Mlakar
- Janez Mlakar
- Angelika Mlinar
- Ivan Mlinar
- Martin Mlinar
- Jani Möderndorfer
- Heli Modic
- Lev Modic
- Rudolf Moge
- Ivan Mohorič
- Jakob Mohorič
- Ivan Molan
- Miha Molan
- Ivan More-Žan
- Alfonz Mosche
- Miroslav Mozetič
- (Dragan Mozetič)
- Vinko Mozetič
- Jože Možgan
- Cecilija Možič
- Janez Možina
- Dušan Mramor
- Darinka Mravljak
- Milan Mravlje
- Jerca Mrzel
- Vincenc Muhič (Vinzenz Muchitsch)
- Jasna Murgel
- Janez (Ivan) Murnik
- Josip Mursa
- Jožef Muršec
- Bojana Muršič
- Braco Mušič
- Boris Muževič

## N
- Ivan Nabergoj
- Črtomir Nagode
- Aleksander Nagy
- Cvetko Nanut
- Viljem Nanut
- Janja Napast
- Marko Natlačen
- Jožef Nemanič
- Ivan Nemec
- Matjaž Nemec
- Anton Novačan
- Ante Novak
- Ferdinand (Nande) Novak
- Fran Novak
- Ivan Novak
- Ivan Novak-Očka
- Janže Novak
- Jože Novak
- Leon Novak
- Ljudmila Novak
- Ludvik Novak
- Peter Novak
- Tereza Novak

## O
- Bela Obal
- Maks Oblak
- Franc Obljubek
- Rudolf Obračunč
- Adolf Obreza
- Angela Ocepek
- Lojze Ocepek
- Andrej Ocvirk
- Mojmir Ocvirk
- Alojzij Odar
- Fran Ogrin
- Franjo Ogris
- Hanzi Ogris
- Janko Ogris
- Tomaž Ogris
- Eda Okretič Salmič
- Fortunat Olip
- Ivan Oman
- Igor Omerza
- Branko Omerzu
- Luka Omladič
- Jasmina Opec Vöröš
- Miloš Oprešnik
- Josef Ornig
- Marjan Orožen
- Milan Orožen Adamič
- Bogdan Osolnik
- Slavko Osredkar
- Alojz Oset
- Jože Osterc
- Tadej Ostrc
- Ana Osterman
- Jože Osterman
- Božena Ostrovršnik
- Vincenc Otoničar
- Milica Ozbič
- Milan Ozimič

## P
- Natalis Pagliaruzzi
- Borut Pahor
- Drago Pahor
- Samo Pahor
- Sergij Pahor
- Alojzij Pajer- Monriva
- Stane Pajk
- Robert Pal
- Boris Pangerc
- Josip Pangerc
- Franc Papež (1838-1929)
- Bojan Papič
- Igor Papič
- Tone Partljič
- Ingo Paš
- Damjan Paulin
- Tone Pavček
- Andrej Pavlica
- Josip Pavlica
- Alenka Pavlič
- Darja Pavlič
- Irena Pavlič
- Lojze Pavlič
- Stane Pavlič
- Jože Pavličič
- Marko Pavliha
- Boštjan Pavlin
- Jernej Pavlin (politik)
- Irma Pavlinič Krebs
- Marko Pavlišič
- Robert Pavšič
- Rudi Pavšič
- Breda Pečan
- Sašo Peče
- Vladislav Pegan (pravnik)
- Vladislav Pegan
- Sergij Pelhan
- Stojan Pelko
- Jože Penca
- Peter Pengal
- Truda Pepelnik
- Gorazd Perenič
- Janez Perenič
- Klavdija Perger
- Ljudevit Perič
- Franc Perko (župan)
- Franc Perko
- Vencelj Perko
- France Perovšek
- Janez Perovšek
- Tone Peršak
- Just Pertot
- Pavel Pestotnik
- Bojan Petan
- Rudolf Petan
- Josip Petejan
- Jože (Josip) Petejan
- Franc Petek
- Milan Petek
- Miro Petek
- Alojz (Lojze) Peterle
- Josip Peternel
- Ernest Petrič
- Josip Petrič
- Pavle Petričič
- Tea Petrin
- Bortolo Petronio
- Jožef Petrovič
- Mihael Petrovič
- Viljem Pfeifer
- Janez Piber
- Jernej Pikalo
- Emil Milan Pintar
- Bojan Pirc
- Ciril Pirc
- Nataša Pirc Musar
- Dušan Pirjevec
- Jože Pirjevec*
- Edo Pirkmajer
- Milko Pirkmajer
- Otmar Pirkmajer
- Pavel Pirkmajer
- Franc Pirkovič
- Jelka Pirkovič
- Vilma Pirkovič Bebler
- Rajko Pirnat
- Marko Pisani
- Franc Pišek
- Dunja Piškur-Kosmač
- Leonid Pitamic
- Franc Pišek
- Aleksandra Pivec
- Franci Pivec
- Ljudevit Pivko
- Ivan Plantan
- Dušan Pleničar
- Ivan Ples
- Cirila Pleško Štebi
- Miroslav Ples
- Janko Pleterski
- Senko Pličanič
- Jakob Ploj
- Miroslav Ploj
- Klemen Ploštajner
- Zlata Ploštajner
- Alojz Pluško
- Dušan Plut
- Zdravko Počivalšek
- Jakob Počivavšek
- Valentin Podgorc
- Karel Podgornik
- Dejan Podgoršek
- Jože Podgoršek
- Bojan Podkrajšek
- Sida Podlesek
- Anton Podobnik
- Janez Podobnik
- Marjan Podobnik
- Josip Pogačnik
- Lovro Pogačnik
- Marko Pogačnik
- Milan Pogačnik
- Valentin Pohorec
- Marijan Pojbič
- Jože Pokorn
- Boštjan Poklukar
- Janez Poklukar
- Josip Poklukar
- Anton Polajnar
- Ignac Polajnar
- Bojan Polak
- Radko Polič
- Svetozar Polič
- Zoran Polič
- Ludvik Poljanec
- Vinko Poljanec
- Majda Poljanšek
- Ferdinand Pollak
- Anton Poljšak
- Robert Polnar
- Marjan Poljšak
- Tone Poljšak
- France Popit
- Boris Popovič
- Carlo Porenta
- Alojz Posedel
- Alojz(ij) Potočnik
- Franc Potočnik
- Janez Potočnik
- Jožef Potočnik
- Miha Potočnik
- Vika Potočnik
- Ivo Potokar
- Majda Potrata
- Ivan Potrč
- Jože Potrč
- Miran Potrč
- Fran Povše
- Zoran Poznič
- Albin Poznik
- Maria Pozsonec
- Hubert Požarnik
- Avgust Praprotnik
- Nik Prebil
- Vladimir Prebilič
- Božo Predalič
- Izidor Predan
- Janko Predan
- Jani Prednik
- Miroslav Pregl
- Živko Pregl
- Ivan Prekoršek
- Matija Prelog
- Martin Premk
- Albin Prepeluh
- Jakob Presečnik
- Dejan Prešiček
- Mihael Prevc
- Valentina Prevolnik Rupel
- Srečko Prijatelj
- Uroš Prikl
- Aleš Primc
- Jana Primožič
- Jože(f) Primožič
- Franc Props
- Matija Prosekar
- Miloš Prosenc
- Jože Protner
- Janko Prunk
- Karel Prušnik
- Boris Puc
- Dinko Puc
- Ivan Pucelj
- Dino Pucer
- Ciril Pucko
- Ivan Pučnik
- Jože Pučnik
- Franc (Aco) Puhar
- Jožica Puhar
- Vitodrag Pukl
- Franc Pukšič
- Ciril Metod Pungartnik
- Iztok Purič
- Jože Pustoslemšek
- Ludvik Puš
- Janez Pušar
- Rado Pušenjak
- Rudolf Pušenjak
- Vladimir Pušenjak
- Henrik Pušnik

## R
- Janez Novak
- Boris Race
- Darja Radić
- Božidar Raič
- Janko Rajar
- Jožef Rajšp
- Sonja Ramšak
- Stanislav Raščan
- Vladimir Ravnihar
- Franjo Ravnik
- Miha Ravnik
- Rudolf Ravnik
- Aleksander Ravnikar
- Jernej Ravnikar
- Ludvik Ravnikar
- Franc Razdevšek
- Radoslav Razlag
- Rafael Razpet
- Ivan Rebek
- Dušan Rebolj
- Amalija Regent
- Ivan Regent
- Izidor Rejc
- Albert Rejec
- Marjan Rekar
- Tone Remc
- Alojzij Remec
- Bogumil Remec
- Vladimir Remec
- Tine Remškar
- Ivan Renko
- Viktor Repič
- Vili Rezman
- Cvetka Ribarič Lasnik
- Alojz Ribič
- Janez Ribič
- Marija Ribič
- Ciril Ribičič
- Mitja Ribičič
- Adolf Ribnikar
- Ivan Ribnikar
- Anton Rifelj
- Herman Rigelnik
- Andreja Rihter
- Cvetana Rijavec
- Robert Rinaldo
- Franc Robič
- Marija Rogar
- Vitja Rode
- Emil Rojc (*1940)
- Emil Rojc (*1958)
- Anton Rojec
- Ivan Rojec
- Lojze Rojec
- Anton Rojina
- Anton Rop
- Franjo Rosina
- Igor Rosina
- Jožef Rosina
- Janez Nepomuk Rosmann
- Mihajlo Rostohar
- Eduard Roškar
- Ivan Roškar
- Metod Rotar
- Anton Rous
- Jožef Rozman
- Vito Rožej
- Marjan Rožič
- Jakob Rožič
- Valentin Rožič
- Franc Rudež
- Karel Dragotin Rudež
- Ivan Rudolf
- Janko Rudolf
- Bojan Rugelj
- Matija Rulitz
- Pavel Rupar
- Dimitrij Rupel
- Mara Rupena-Osolnik
- Zora Rupena
- Leon Rupnik
- Andrej Rus
- Josip Rus
- Jože Rus
- Veljko Rus
- Vojan Rus
- Marko Rusjan
- Matija Rutar
- Anton Rutar
- Otokar Rybář

## S
- Bernard Sadovnik
- Franc Sagaj
- Borut Sajovic
- Ivan Sajovic
- Franc Salamon
- Evgen Sapač
- Dorče Sardoč
- Silvano Sau
- Jožef Savinšek
- Franc Schaubach
- Jožef Kamilo Schmidburg
- Jožef Schneid-Treuenfeld
- Jožef Schwegel
- Viljem Schweitzer
- Alojz Sedej
- Cvetka Selšek
- Dušan Semolič
- Matej Senčar
- Sabina Senčar
- Alojz Senekovič
- Bogomil Senekovič
- Dušan Sernec
- Janko Sernec
- Josip Sernec
- Stanka Setnikar Cankar
- Anton Sfiligoj
- Avgust Sfiligoj
- Ivan Simčič
- Teofil Simčič (1902-97)
- Franc Simonič (partizan)
- Vasko Simoniti
- Danica Simšič
- Ljubo Sirc
- Janez Sirše
- Ivan Sisinger
- Primož Siter
- Janez Skedl
- Josip Skerk
- Matej Skočir
- Lojze Skok
- Nada Skuk
- Karel Slanc
- Tadej Slapnik
- Edvard Slavik
- Mitja Slavinec
- Anton Slokar
- Jolanda Slokar
- Jožef Slokar
- Janja Sluga
- Alenka Smerkolj
- Rudolf Smersu
- Franc Smodej
- Robert Smodej
- Janko Smole
- Jože Smole
- Karel Smolle
- Ciril Smrkolj
- Franc Snoj
- Jože Sodja
- Janez Sodržnik
- Mitja Sojer
- Alojz Sok
- Slavko Soršak
- Boris Sovič
- Stojan Spetič
- Jože Srebrnič
- Zoran Stančič
- Edvard Stanič
- Gojko Stanič
- Marjan Stanič
- Stane Stanič
- Nina Stankovič
- Aleš Stanovnik
- Ivan Stanovnik
- Janez Stanovnik
- Janez (Ivan) Starc
- Miloš Stare
- Andrijana Starina Kosem
- Bojan Starman
- Danijel Starman
- Marko Starman
- Emil Stefanovič
- Stana Stopar
- Viktor Stopar
- Vojko Stopar
- Jože Strgar
- Francka Strmole-Hlastec
- Tanja Strniša
- Lojzka Stropnik
- Marjan Sturm
- Janko Stušek
- Karel Sukič
- Josef Suppan
- Anton Sušnik
- Franc Sušnik
- Janez Sušnik
- Peter Sušnik
- Ernest Svetec
- Luka Svetec
- Andrej Svetek
- France Svetek
- Lev Svetek
- Albert Svetina-Erno
- Anton Svetina
- Mira Svetina-Vlasta
- Vladimir-Ivo Svetina
- Ivan Svetlik

## Š
- Aleš Šabeder
- Franc Šali
- Marjan Šarec
- Karel Šavnik
- Pavel Šavnik
- Virgil Šček
- Franc Šebjanič
- Boštjan Šefic
- Rudi Šeligo
- Lidija Šentjurc
- Jernej Šerjak
- Leo Šešerko
- Jože Šeško
- Dušan Šešok
- Franc Šetinc
- Lenart Šetinc
- Marjan Šetinc
- Mile Šetinc
- Mojca Šetinc Pašek
- Drago Šiftar
- Ivan Vanek Šiftar
- Niko Šilih
- Rudi Šimac
- Dušan Šinigoj
- Irena Šinko
- Josip Šinko
- Matjaž Šinkovec
- Majda Širca
- Andrej Šircelj
- Albert Širok
- Andrej Šiško
- Karel Šiškovič
- Raul Šiškovič
- Matija Škerbec
- Albin Škerk
- Andrej Škerlavaj
- Franc Škerlj
- Jan Škoberne
- Jožef Školč
- Mojca Škrinjar
- Bojan Škrk
- Boštjan Škrlec
- Karel Škulj
- Jože Šlander
- Slavko Šlander
- Albin Šmajd
- Franc Šmon
- Boris Šnuderl
- Makso Šnuderl
- Katja Šoba
- Jakob Šolar
- Igor Šoltes
- Tomo Šorli
- Črtomir Špacapan
- Mirko Špacapan
- Bogomir Špiletič
- Vekoslav Špindler
- Bojan Šrot
- Tomaž Štebe
- Anton Štebi
- Alojzija (Lojzka) Štebi
- Ivo Štempihar
- Andrej Šter
- Emil Štern
- Anton Štihec
- Drago Štoka
- Franc Štoka
- Adolf Štorman
- Ivan Štravs
- Alojzij Štrekelj
- Jernej Štromajer*

## T
- Maks Tajnikar
- Peter Tancig
- Jože Tanko
- Matej Tašner Vatovec
- Boštjan Tavčar
- Franja Tavčar
- Irena Tavčar
- Ivan Tavčar
- Ivo Tavčar
- Metka Tekavčič
- Marjan Tepina
- Davorin Terčon
- Josip Terčon
- Marjan Terpin
- France Terseglav
- Tina Teržan
- Ciril Testen
- Vlasta Tetičkovič (r. Toplak)
- Zoran Thaler
- Gustav Thurn-Valsassina
- Joško Tischler
- Ivan Tokan
- Josip Broz - Tito
- Vilmoš Tkalec
- Anton Valentin Toman
- Lovro Toman
- Tone Toman
- Silvira Tomasini
- Zala Tomašič
- Matej Tomazin
- Anton Tomažič
- Branko Tomažič
- Emil Tomažič
- Pinko Tomažič
- Gregor Tomc
- Romana Tomc
- Branka Tome
- Ernest Tomec
- Zora Tomič
- Violeta Tomić
- Tina Tomlje
- Emanuel Tomšič
- France Tomšič
- Miha Tomšič
- Stanko Tomšič
- Tone Tomšič
- Vida Tomšič
- Frane Tončič
- Matej Tonin
- Josip Tonkli
- Nikolaj Tonkli
- Ludvik Toplak
- Vladimir Topler
- Magdalena Tovornik
- Hilda Tovšak
- Stojan Tramte
- Ignac Tratar
- Tadej Trček
- Maurizio Tremul
- Tone Tribušon
- Boštjan Trilar
- Karel Triller
- Ivan Trinko - Zamejski
- Vili Trofenik
- Davorin Trstenjak
- Tomo Trstenjak
- Verica Tr(s)tenjak
- Henrik Tuma
- Samo Turel
- Boštjan M. Turk
- Danilo Türk
- Marta Turk
- Žiga Turk
- Edo Turnher
- Tone Turnher
- Tit Turnšek

## U
- Lojze Ude starejši
- Lojze Ude mlajši
- Mateja Udovč
- Marjetka Uhan
- Anton Ukmar
- Andrej Ujčič
- Karel Ullepitch/Ulepič
- Ela Ulrih-Atena
- Tone Ulrih
- Andrej Umek
- Igor Umek
- Anton Umnik
- Alenka Urbančič
- Andrej Uršič
- Cveto Uršič
- Duško Uršič
- Franc Uršič
- Rudolf (Rudi) Uršič
- Jože Utenkar

## V
- Boris Vadnjal
- Ivo Vajgl
- Uroš Vajgl
- Davorin Valentinčič
- Dejan Valentinčič
- Lado Vavpetič
- Janko Veber
- Norbert Veber
- Andrej Veble
- Ivan Vehovec
- Herman Velik
- Jože Velikonja
- Ivan Vencajz
- Ljudevit Vencajz
- Peter Vencelj
- Albin Vengust
- Vinko Verbec
- Andrej Verbič
- Peter Verlič
- Karel Verstovšek
- Rudi Veršnik
- Ivan Verzolak
- Fran Vesel
- Alojz Vesenjak
- Ivan Vesenjak
- Peter Vesenjak
- Matic Vidic
- Josip Vidmar
- Marjan Vidmar
- Gorazd Vidrih
- Rudolf Vidrih
- Josip Vilfan
- Joža Vilfan
- Marija Vilfan
- Peter Vilfan
- Albin Vipotnik
- Janez Vipotnik
- Gregor Virant
- Franc Višnikar
- Andrej Vizjak
- Bogomil Vižintin
- Patrick Vlačič
- Angela Vode
- Albin Vodopivec
- Fran Vodopivec
- Albert Vodovnik
- Fran Voglar
- Olga Voglauer
- Željko Vogrin
- Mitja Volčič
- Božidar Voljč
- Ignac Voljč
- Ignac Voljč
- Vojko Volk
- Tamara Vonta
- Alojzij Voršič
- Reginald Vospernik
- Bogumil Vošnjak
- Ivan Vošnjak
- Josip Vošnjak
- Mihael Vošnjak
- Mitja Vošnjak
- Rudi Vouk
- Olga Vrabič
- Marko Vraničar
- Mateja Vraničar Erman
- Anton Vratuša
- Marko Vrhunec
- Vinko Vrhunec
- Zima Vrščaj-Holy
- Andrej Vrtovec
- Jernej Vrtovec
- Ivan Vuk
- Martina Vuk
- Franjo Vulčer

## W
- Anton Fran Wagner
- Andrej Wakounig
- Jože Wakounig
- Marko Waltritsch
- Franc Wankmüler
- Feliks Wieser-starejši
- Feliks Wieser-mlajši
- Franc Wiesthaler
- Andrej Winkler
- Iztok Winkler
- Janez Winkler
- Miha Wohinz
- Karel Wurzbach

## Z
- Andreja Zabret
- Jože Zabukovec
- Zdravko Zabukovec
- Bojan Zadel
- Ludvik Zadnik
- Boštjan Zagorac
- Franc Zagožen
- Jože Zagožen
- Janez Zahrastnik
- Janez Zajc
- Ludvik Zajc
- Simon Zajc
- Janez Zajec
- Marjan Zajec
- Aleš Zalar
- Cvetka Zalokar Oražem
- Mirko Zamernik
- Valentin Zarnik
- Franc Zdolšek
- Danilo Zelen
- Jože Zemljak
- Janez Zemljarič
- Pavel Zgaga
- Urša Zgojznik
- Marko Zidanšek
- Miloš Zidanšek
- Milovan Zidar
- Boris Ziherl
- Milenko Ziherl
- Slavko Ziherl
- Jože Zimšek
- Ciril Zlobec
- Franc Zlobec
- Jaša Zlobec
- Igor Zorčič
- Peter Zorko
- Aleksander Zorn
- Jure Zupan
- Majda Zupan
- Beno Zupančič
- Marija Zupančič
- Marija Zupančič-Vičar
- Martin Zupančič
- Metka Zupančič
- Niko Zupanič
- Josip Zurc
- Milan Zver
- Franci Zwitter
- Mirt Zwitter
- Zdravko Zwitter

## Ž
- Ivan Žagar
- Iztok Žagar
- Stane Žagar
- Zoran Žagar
- Janez Žakelj
- Viktor Žakelj
- Roko Žarnić
- Pavle Žaucer
- Samuel Žbogar
- Ciril Žebot
- Franjo Žebot
- Boštjan Žekš
- France Železnikar
- Jakob Žen
- Gregor Žerjav
- Radovan Žerjav
- Janko Ževart
- Barbara Žgajner Tavš
- Nestl Žgank
- Darko Žiberna
- Sara Žibrat
- Josip Žičkar
- Dejan Židan
- Gregor Židan
- Anton Žigon
- Ignacij Žitnik
- Rudolf Žitnik
- Felice Žiža
- Mara Žlebnik
- Mirko Žlender
- Gorazd Žmavc
- Franc Žnidaršič
- Jonas Žnidaršič
- Alojz Žokalj
- Mihael Žolgar
- Ivan Žolger
- Jakob Žorga
- Marcel Žorga
- Srečko Žumer
- Anton Žunter
- Oton Župančič
- Niko Županič
- Melita Župevc
- Leopold Žužek